# Église Saint-Denis d'Avant-lès-Ramerupt
L'église Saint-Denis est une église située à Avant-lès-Ramerupt, en France.

## Description
Bâtie sur un plan de croix latine, l'abside à trois pans et le chœur à une travée sont du XIIe siècle. 
Cette dernière contient plusieurs statues de saint Denis dont une est exposée à la droite de l'autel. Vous pouvez y prier Marie à l'enfant du XVIe siècle et y admirer d'anciens pavés vernissés à motif. L'église Saint-Denis est classée pour ses pointes de diamant autour de certaines de ses baies.

## Localisation
L'église est située sur la commune d'Avant-lès-Ramerupt, dans le département français de l'Aube.

## Historique
L'église est consacrée à saint Denis. Commencée par l'est, son abside et son chœur sont du début du gothique. Le transept, la nef et les bas-côtés ont été construits au XVIe siècle. La tour date des environs de 1200. Les bas-côtés sont couverts de toits en pignon. L'édifice fut à la collation du chapitre de Pougy depuis 1184  ; elle dépendait du Grand-doyenné de Troyes et avait pour succursale Mesnil-Lettre. 
L'édifice est classé au titre des monuments historiques en 1984.